# Alicinha Cavalcanti
Alice Regina Alves Cavalcante, conhecida como Alicinha Cavalcanti (São José do Rio Preto, 16 de novembro de 1962 — São Paulo, 2 de agosto de 2021) foi uma promotora de eventos brasileira.
Nascida no interior de São Paulo de pais cearenses, era uma das promoters mais conhecidas do Brasil. Em seu mailing constavam mais de 17 mil nomes de famosos. Começou a carreira aos 20 anos, em 1983, no Gallery, apadrinhada pelo proprietário da casa, José Victor Oliva.
Aficionada por atividades de lazer radicais e esportes como jiu-jitsu, sofreu vários acidentes que a fizeram colocar quatro pinos no joelho, onze parafusos e uma placa na perna.
Em 2017, foi diagnosticada com esclerose lateral amiotrófica (ELA), doença degenerativa e sem cura, o que causou a sua morte aos 58 anos, em São Paulo.